# Escaudes
Escaudes egy francia település Gironde megyében az Aquitania régióban. Lakosainak száma 167 fő (2022. január 1.).

## Adminisztráció
Polgármesterek:
- 2001–2014 Christian Mansenca
- 2014–2020 Bernard Tulars

## Demográfia[2]
| Év   | Lakosság |
| ---- | -------- |
| 1962 | 193      |
| 1968 | 230      |
| 1975 | 197      |
| 1982 | 175      |
| 1990 | 172      |

| Év   | Lakosság |
| ---- | -------- |
| 1999 | 167      |
| 2006 | 141      |
| 2007 | 138      |
| 2010 | 150      |

## Fordítás
- Ez a szócikk részben vagy egészben  az   Escaudes című francia Wikipédia-szócikk fordításán alapul.  Az eredeti cikk szerkesztőit annak laptörténete sorolja fel. Ez a jelzés csupán a megfogalmazás eredetét és a szerzői jogokat jelzi, nem szolgál a cikkben szereplő információk forrásmegjelöléseként.